# Frank Pallone
Frank Pallone, Jr. (Long Branch, 30 ottobre 1951) è un politico statunitense, membro della Camera dei Rappresentanti per lo stato del New Jersey.

## Biografia
Sposato con Sarah Hospodor, un'impiegata dell'EPA, e domiciliato con la famiglia a Washington, Frank Pallone è un democratico di ideologia liberale e fa parte del Congressional Progressive Caucus. Dopo gli studi Pallone intraprese la strada politica e venne eletto come democratico nel consiglio comunale di Long Branch. Negli anni ottanta servì all'interno della legislatura statale del New Jersey e quando nel marzo del 1988 il deputato democratico in carica da ventitré anni James J. Howard morì, Pallone si candidò per occupare il suo seggio alla Camera. Riuscì a vincere le elezioni e negli anni successivi venne sempre riconfermato con alte percentuali di voto.